# LRRC8A
LRRC8A‏ (Leucine rich repeat containing 8 VRAC subunit A) هوَ بروتين يُشَفر بواسطة جين LRRC8A في الإنسان.